# Echiniscus multispinosus
Echiniscus multispinosus är en djurart som tillhör fylumet trögkrypare, och som beskrevs av da Cunha 1944. Echiniscus multispinosus ingår i släktet Echiniscus och familjen Echiniscidae. Inga underarter finns listade i Catalogue of Life.